# Ridgway (Illinois)
Ridgway és una població dels Estats Units a l'estat d'Illinois. Segons el cens del 2000 tenia 928 habitants.

## Demografia
Segons el cens del 2000, Ridgway tenia 928 habitants, 441 habitatges, i 271 famílies. La densitat de població era de 398,1 habitants/km².
Dels 441 habitatges en un 21,1% hi vivien nens de menys de 18 anys, en un 49,9% hi vivien parelles casades, en un 9,5% dones solteres, i en un 38,5% no eren unitats familiars. En el 35,6% dels habitatges hi vivien persones soles el 21,5% de les quals corresponia a persones de 65 anys o més que vivien soles. El nombre mitjà de persones vivint en cada habitatge era de 2,1 i el nombre mitjà de persones que vivien en cada família era de 2,72.
Per edats la població es repartia de la següent manera: un 18% tenia menys de 18 anys, un 8,2% entre 18 i 24, un 23,7% entre 25 i 44, un 27,2% de 45 a 60 i un 23% 65 anys o més.
L'edat mediana era de 45 anys. Per cada 100 dones de 18 o més anys hi havia 87,4 homes.
La renda mediana per habitatge era de 27.670 $ i la renda mediana per família de 36.786 $. Els homes tenien una renda mediana de 31.944 $ mentre que les dones 19.500 $. La renda per capita de la població era de 16.959 $. Aproximadament el 12,9% de les famílies i el 18% de la població estaven per davall del llindar de pobresa.

## Poblacions més properes
El següent diagrama mostra les poblacions més properes.